# برتران بيكار
برتران بيكار (بالفرنسية: Bertrand Piccard)‏هو طبيب نفسي وطيار منطاد سويسري ولد في لوزان، وهو أحد الطيارين الرئسيين لرحلة حول العالم بواسطة طائرة سولار إمبلس التي تعمل بالطاقة الشمسية.

## وصلات خارجية
- برتران بيكار على موقع IMDb (الإنجليزية)
- برتران بيكار على موقع الموسوعة البريطانية (الإنجليزية)
- برتران بيكار على موقع مونزينجر (الألمانية)
- برتران بيكار على موقع أوليمبيديا (الإنجليزية)

- Bertrand Piccard's Web site
- Bertrand Piccard's CV
- Article in Popular Mechanics
- Solar Impulse Web site
- Speech by Bertrand Piccard on TED Website
- 1/24/2010 AFP well-written cool story with lots of quotes